# 조지 J. 미첼
조지 존 미첼 주니어(George John Mitchell, Jr., 1933년 8월 20일 ~ )은 미국 메인주 상원 의원을 역임한 정치인이자 기업가이다. 1954년 보든 대학교를 졸업하고 1954년부터 1956년까지 군 복무를 마친 후 1961년 조지타운 대학교 법학센터를 졸업했다. 1989년에서 1995년까지 미국 민주당 상원 원내총무를 역임했으며, 2004년 3월부터 2007년 1월까지 월트 디즈니 사의 회장을 지냈다. 로펌 DLA 파이퍼(DLA Piper)의 회장과 북아일랜드 퀸즈 대학교 벨파스트 총장을 지내기도 했다.

## 야구 선수 스테로이드 조사
미첼이 작성한 메이저 리그 베이스볼 선수들의 스테로이드 사용에 대한 보고서가 2007년 12월 13일 발표되었다. 이 보고서에는 로저 클레멘스 등 유명 선수들의 이름이 올라 있어 화제가 되고 있다.

## 서훈
- 1999년 명예 대영 제국 훈장 1등급(honorary GBE, 외국인대상 정원외 명예훈장)

## 역대 선거 결과
| 선거명      | 직책명                | 대수  | 정당   | 득표율 | 득표수    | 결과 | 당락                 |
| ----------- | --------------------- | ----- | ------ | ------ | --------- | ---- | -------------------- |
| 1974년 선거 | 메인 주지사           | 69대  | 민주당 | 36.33% | 132,219표 | 2위  | 낙선                 |
| 1982년 선거 | 상원의원 (메인 제1부) | 98대  | 민주당 | 60.87% | 279,819표 | 1위  | 메인주 상원의원 당선 |
| 1988년 선거 | 상원의원 (메인 제1부) | 101대 | 민주당 | 81.29% | 452,581표 | 1위  | 메인주 상원의원 당선 |